# Doble vínculo
Se le conoce como  Doble Vínculo o Doble Constreñimiento a la situación comunicativa en la que una persona recibe mensajes diferentes o contradictorios. El término, acuñado por el antropólogo Gregory Bateson, intenta dar cuenta del ataque de esquizofrenia sin asumir, simplemente, una disfunción orgánica del cerebro.
El fenómeno en sí mismo era funcionalmente observado en su sentido negativo y utilizado en un contexto terapéutico por Milton H. Erickson. El doble vínculo es basado en la paradoja hecha contradicción.

## Descripción del Fenómeno
En circunstancias  no psicológicas, la palabra "catch-22" se ha hecho de uso popular para describir un estilo menos formal de doble vínculo, un enigma cíclico o "situación sin ganador". Una situación catch-22, al igual que el doble vínculo, es inherentemente autorreplicativa: el mismo acto de intentar solucionarla evita que suceda.
Un doble constreñimiento ocurre cuando lo siguiente es cierto: debido a la naturaleza de su situación, 
- La persona debe hacer X.
- La persona debe hacer Y, lo cual entra en conflicto con X.
- Ningún comentario acerca de lo absurdo o inentendible de la situación es permitido.

Entonces, la esencia de un doble vínculo es el hecho de que hay dos imperativos en conflicto, ninguno de los cuales puede ser ignorado, lo cual deja a la víctima frente a una disyuntiva insoluble, pues cualquiera de las dos demandas que quiera cumplir anula la posibilidad de cumplir con la otra. "Yo debo hacerlo, pero no puedo" es una descripción crítica de una experiencia de doble vínculo: se exige que se resuelva lo que es un problema inevitablemente insoluble.
El mensaje contradictorio puede venir de una o varias personas. Por ejemplo, uno de los padres dando mensajes diferentes, ninguno de los cuales puede ser ignorado, como una madre diciendo una cosa ("¿por qué no puedes mostrarme amor?) y enviando otro mensaje por medios no verbales (alejándose del contacto físico con el niño). Pero hay también situaciones donde varios individuos están envueltos en producir el efecto de doble constreñimiento, por ejemplo un subordinado es asignado con dos tareas diferentes y contradictorias ("dame un café"; "no se supone que tú hagas café, tu tarea es mantenerte ante ese teléfono"), es una situación que presupone dos personas además de la víctima.
La solución a un doble vínculo es poner el problema en un contexto más amplio, un estado que Bateson identificó como Aprendizaje III, un paso arriba desde el Aprendizaje II, el cual requiere solo respuestas aprendidas a situaciones de premio/castigo. En el Aprendizaje III, el doble constreñimiento es contextualizado y entendido como un escenario imposible, sin ganadores. Bateson mantuvo que en el caso de la esquizofrenia, el doble vínculo es presentado continua y habitualmente dentro del contexto familiar. Para el momento en que el niño se hace lo suficientemente mayor para tener identificada la situación de doble vínculo, ésta ya ha sido internalizada y el niño es incapaz de afrontarla. La solución, entonces, es crear un escape de las demandas lógicamente conflictivas del doble constreñimiento en el mundo del sistema ilusorio.

## Ejemplos
- "¿Has dejado de pegarle a tu mujer?". La implicación de que la pregunta debe recibir un "sí" o un "no" por respuesta crea una situación de doble constreñimiento; la única respuesta que no condenaría al cuestionado es hacer notar la premisa falsa que hay implícita en la pregunta, esto es que de hecho le ha pegado a su esposa. De cualquier manera, de acuerdo con el significado literal de la pregunta, si uno nunca hubiera abusado de su esposa la respuesta "si" sería incorrecta, pues uno no puede haber dejado de realizar una acción que nunca ha realizado; lo mismo con la respuesta "no", pues uno no puede haber continuado con la realización de una acción que nunca empezó.

- "Ninguna generalización tiene sentido". Esta frase es en sí misma una generalización, por lo tanto, si es verdadera, ella misma no tiene sentido y si no tiene sentido no debe catalogarse ni como verdadera ni como falsa... se entra, entonces, en una paradoja, en un doble constreñimiento.

- Un aviso que dice "no lea este aviso".

- Asegurar que uno "cuestiona la autoridad de X", lo obliga a reconocer la primacía de tal autoridad.
- "Siempre debes alejarte de las posturas extremas". Esta frase encierra en sí misma una postura extrema (en contra del extremismo) y por lo tanto implica alejarse también de esa misma postura. Es nuevamente una paradoja, un doble constreñimiento.

- Un ejemplo de doble constreñimiento que, Bateson alega, puede resultar en esquizofrenia sería una situación familiar en la cual un niño es mofado por ser tímido hasta el punto en que el niño grita de frustración, entonces es reprendido por arrebato. Así el niño aprende dos mensajes contradictorios: debo expresarme para ser aceptado y no debo expresarme para ser aceptado.

## Crítica
La teoría del doble vínculo de Gregory Bateson es muy compleja y solo ha sido testeada parcialmente, hay brechas en la evidencia psicológica y experimental que es requerida para establecer la acusación. Las valoraciones subjetivas de individuos, enfrentados a tomar una decisión seria mientras se exponían a mensajes conflictivos, reportaron sentimientos de ansiedad. Se discute que si la teoría del doble vínculo es para desafiar exitosamente los hallazgos que apuntan a una base genética para la esquizofrenia, se necesitan estudios psicológicos y experimentales más extensos, con diferentes tipos de familia y en diversos contextos familiares.